# 熊秉元 (明朝)
熊秉元（？—？），本名養銳，字仁卿，號可山，江西南昌府豐城縣人，民籍，明朝政治人物。

## 生平
嘉靖三十七年（1558年）戊午科江西鄉試第九十三名舉人，三十八年（1559年）中式己未科會試第二百四名，三甲第一百六十八名進士。四十年（1561年）任歙縣知縣。擢刑部主事，四十三年（1564年）貶為寧陵縣知縣。擢兵部職方司山海關主事，升郎中。

## 家族
曾祖熊伯用；祖父熊斯佑；父熊頤，母李氏。严侍下。弟秉貞。